# 수저받침

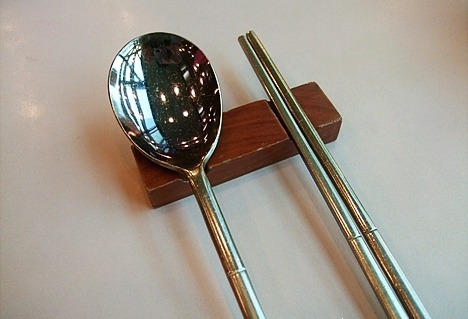
수저받침

수저받침은 수저가 밥상에 닿지 않도록 받치는 작은 도구이다.

## 사진 갤러리

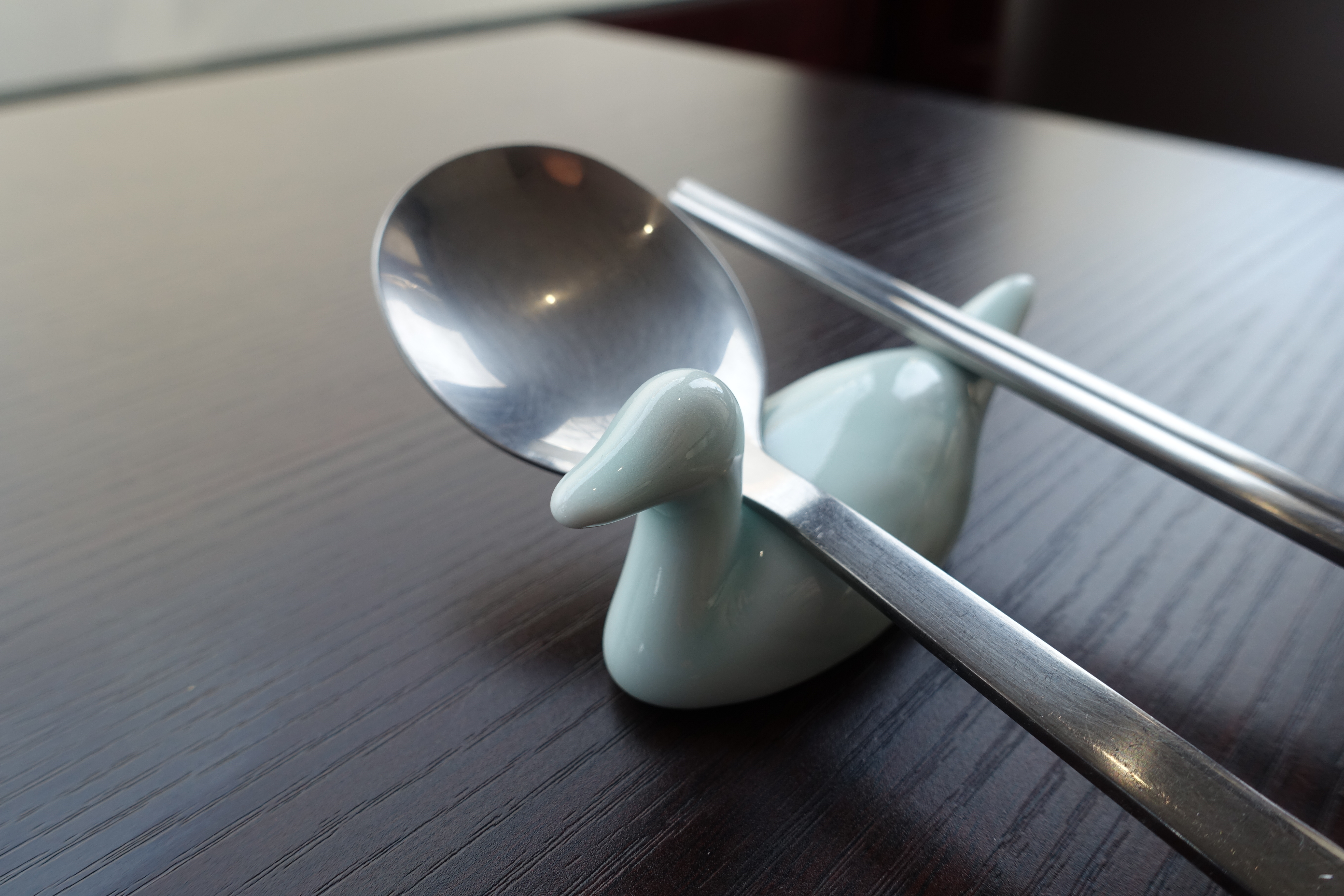
프랑스 파리 한식당의 수저받침
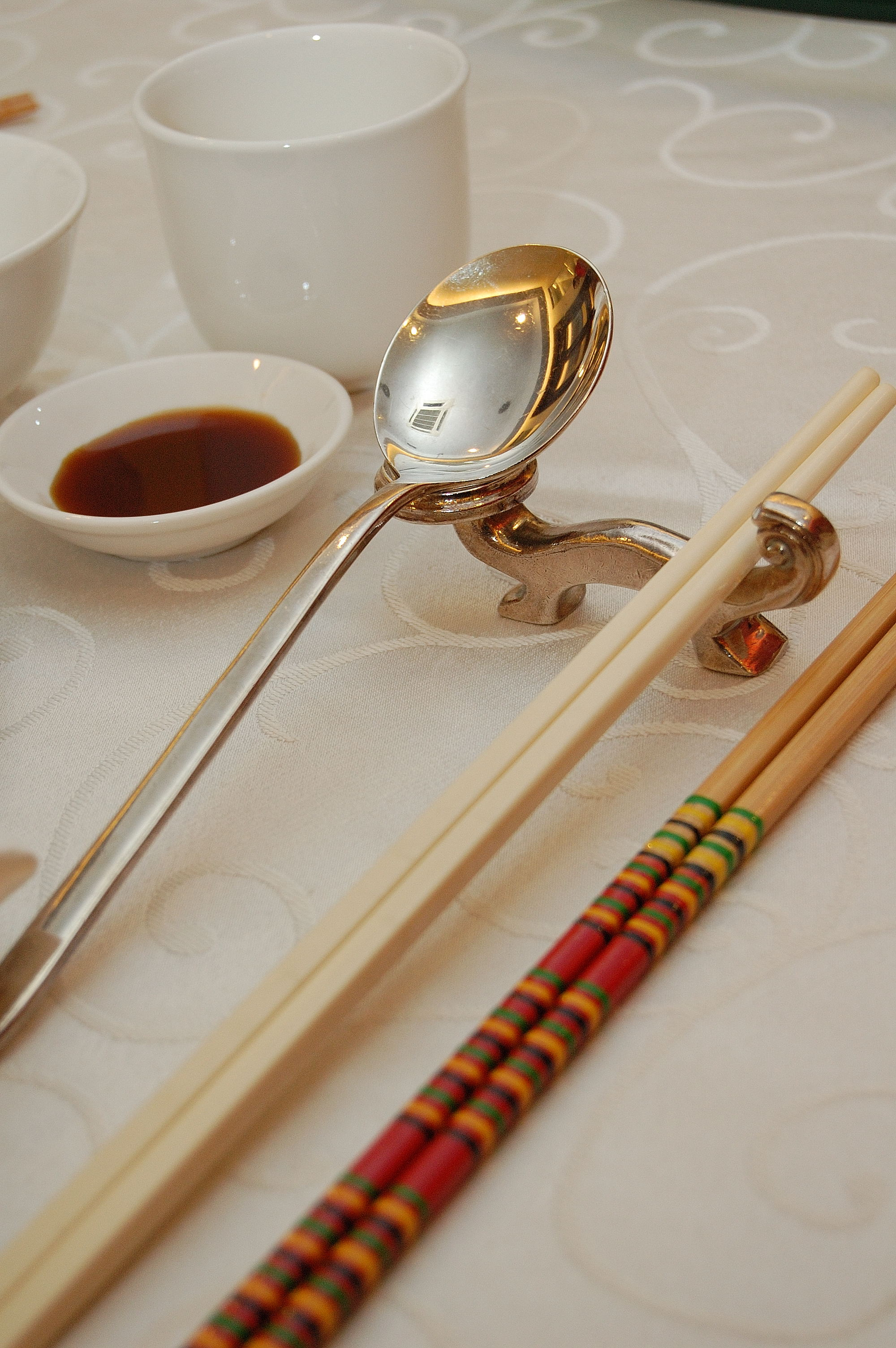
말레이시아 쿠알라룸푸르 중식당의 수저받침

## 같이 보기
- 젓가락 받침대